# Rivière Ferrée (lac des Eaux Mortes)
Pour les articles homonymes, voir Ferrée et Rivière Ferrée.
La rivière Ferrée coule dans la région administrative du Bas-Saint-Laurent, au Québec, au Canada, dans les municipalités régionales de comté de :
- MRC de Rimouski-Neigette : Réserve faunique de Rimouski ;
- MRC de La Mitis : territoire non organisé Lac-des-Eaux-Mortes (comté de Rimouski).

La rivière Ferrée est un affluent de la rive sud-ouest du lac des Eaux Mortes lequel est traversé par la rivière Mistigougèche ; cette dernière coule jusqu'à la rive sud-ouest de la rivière Mitis, laquelle coule vers le nord-ouest jusqu'au littoral sud-est du fleuve Saint-Laurent où elle se déverse à la hauteur de Sainte-Flavie et de Grand-Métis.

## Géographie
La rivière Ferrée prend sa source au lac Ferré (longueur : 1,0 km ; altitude : 397 m), en forme de crochet, situé dans la partie nord de la réserve faunique de Rimouski. L'embouchure du lac Ferré est située à 21,4 km au nord de la frontière avec le Nouveau-Brunswick, à 36,1 km au sud-est du littoral sud-est du fleuve Saint-Laurent, à 21,7 km au sud-est du centre du village de Saint-Narcisse-de-Rimouski, à 18,6 km au sud-ouest du centre du village de Les Hauteurs et à 0,8 km au sud-est de la limite nord-ouest de la Réserve faunique de Rimouski.
À partir de sa source, la rivière Ferrée coule sur 7,0 km, répartis selon les segments suivants :
- 1,5 km vers le sud-est, jusqu'à la décharge du "Lac du Faisan" (venant du sud) ;
- 0,8 km vers l'est, jusqu'à la décharge du Lac David (venant du sud) ;
- 2,4 km vers le nord-est, jusqu'à la limite de la municipalité régionale de comté de La Mitis ;
- 1,2 km vers le nord-est, jusqu'au pont d'une route forestière ;
- 1,1 km vers le nord-est, jusqu'à sa confluence[2].

La rivière Ferrée se déverse sur la rive ouest du lac des Eaux Mortes, du côté nord de la baie de la Ferrée et face à la confluence du ruisseau de la Source. Cette confluence est située à 2,3 km au sud-est de la limite sud-est de la municipalité Les Hauteurs, à 4,5 km en amont du barrage de l'embouchure du lac des Eaux Mortes et à 37,5 km au sud-est du littoral sud-est du fleuve Saint-Laurent.

## Toponymie
Le toponyme rivière Ferrée a été officialisé le 5 décembre 1968 à la Commission de toponymie du Québec.